# Alan Wright
Alan Geoffrey Wright (n. 28 de septiembre de 1971 en Ashton) es un futbolista retirado inglés. Desde junio de 2011 se desempeña como entrenador del “Centro de Excelencia” del Blackpool FC.
Jugó más de 620 partidos de liga y de copa por 8 equipos, incluido un paso de 8 años por el Aston Villa. Asimismo pasó por los equipos ingleses Blackburn Rovers, Blackpool, Middlesbrough y Sheffield United, así como pasó a préstamo en los equipos Derby County, Leeds United, Cardiff City, Doncaster Rovers y Nottingham Forest.
Su posición era la de lateral izquierdo y su 1,63 m de estatura lo convierte en uno de los futbolistas más bajos que han jugado en la Premier League.

## Carrera como jugador

### Blackpool y Blackburn Rovers
Wright inició su carrera entrenando en el Blackpool, equipo por el cual jugó 98 partidos de Liga entre abril de 1989 y octubre de 1991. El entonces entrenador del Blackburn Rovers Kenny Dalglish vio jugar a Wright, trayéndolo al equipo, costando su pase £500,000. Esta fue la venta más cara que hiciere el Blackpool hasta ese momento, lo cual también fue la más cara de cualquier club de la Cuarta División inglesa. 
Pasó cuatro años en el Blacburn Rovers, jugando solo 67 partidos debido a la llegada del también defensor izquierdo Graeme Le Saux, siete de ellos como suplente. Wright dejó el Blackburn justo antes que ganasen el título de la Premier League en la temporada 1994-95.

### Aston Villa
Wright fue comprado por Aston Villa al Blackburn Rovers por £1,000,000 en febrero de 1995, por pedido del entrenador Brian Little. Wright inmediatamente impactó en el equipo.
Su primer gol para el Aston Villa vino aproximadamente a un año de haber llegado abriendo el marcador ante el Middlesbrough, partido que finalmente concluyó con victoria por 2-0 el día de Año Nuevo de 1996. Wright marcó otro gol en aquella temporada, cerrando el marcador en la victoria 3-0 en casa sobre el Leeds United. Wright también fue parte del equipo del Aston Villa que ganó la Copa FA de 1996, venciendo nuevamente al Leeds, esta vez en el Estadio de Wembley.
En la temporada 1996-97 Wright marcó solo un gol, esta vez en el triunfo por 2 a 0 sobre el Wimbledon. A pesar de haber jugado la mayoría de los partidos durante la Temporada 1997–98 no pudo anotar en ocasión alguna. Jugó la Final de la Copa FA que perdieron por 1 a 0 frente al Chelsea.
Con la llegada al primer equipo del juvenil Lloyd Samuel, que venía de la academia de Aston Villa, fue transferido al Middlesbrough en agosto de 2003.
A la fecha Wright esta en el tercer lugar de partidos en Torneos de Europa jugado por el Aston Villa, sumando un total de 26 partidos entre septiembre de 1996 (en el empate frente al Helsingborgs IF) y julio de 2002 (derrota de 2-0 ante el FC Zürich), por detrás de Gordon Cowans y Dennis Mortimer con 29.

### Sheffield United
Wright apareció solo en dos partidos con el Middlesbrough, uno de ellos en la derrota por 4-0 de local ante el Arsenal, para luego ser transferido al Sheffield United el 31 de octubre de 2003, firmando un contrato hasta el 12 de enero de 2004. Marcó su primer gol para el Sheffield en la derrota por 2-1 frente al Nottingham Forest el 3 de abril de 2004.
Jugando para el Sheffield, Wright continuó con su impresionante récord disciplinario (nunca fue expulsado) siendo titular en el triunfo sobre el Aston Villa 3-1 en un partido por la tercera ronda de la FA Cup en la temporada 2004–05.
Wright jugó en dos partidos para el Sheffield en la temporada 2006–07, el último frente al Arsenal el 23 de septiembre de 2006. Luego fue a préstamo al Leeds United, donde jugó un partido y luego al Cardiff City, donde jugó 7 partidos. El 16 de febrero de 2007 fue al Doncaster Rovers en un préstamo de un mes.
Más adelante Wright pasó a préstamo al Nottingham Forest hasta el final de la temporada 2006–07 en marzo de 2007, donde jugó junto a su excompañero del Aston Villa Colin Calderwood, cubriendo el puesto del suspendido Julian Bennett. El préstamo de Wright en el Nottingham Forest se extendió un año a partir de mayo de 2007, jugando las semifinales de play-off de la League One frente al Yeovil Town, anotando un autogol. Fue liberado por Sheffield United en mayo de 2007.

### Cheltenham Town
En julio de 2007 a Wright le fue ofrecido una prueba en el Oldham Athletic, pero finalmente pasó a jugar al Cheltenham Town el 8 de octubre de 2007, firmando un contrato hasta el final de la temporada 2007-08. Anotó su primer gol para el Cheltenham en el empate a dos goles frente al Crewe Alexandra el 27 de octubre de 2007.
En su retorno el 5 de abril de 2008, jugando para el Cheltenham, a Wright le fue dada una ovación de pie por las cuatro graderías cuando fue sustituido, donde los fanes lo conocían como “Big Man”.

### Fleetwood Town
En julio de 2009 Wright firmó un contrato con el Fleetwood Town, de la Conference North, un traspaso que lo trajo de vuelta a la zona costera de Fylde, donde comenzó su carrera con el Blackpool. Durante su primera temporada con el Fleetwood jugó 30 partidos incluidos los 3 partidos de play-off, logrando la promoción a la Conference National por primera vez en la historia del equipo. El club terminó segundo, 1 punto por detrás de los ganadores Southport.
No le fue ofrecido un nuevo contrato al final de la temporada 2010-11, retirándose con otros jugadores.

## Carrera como entrenador
En junio de 2011 Wright fue nombrado como entrenador del “Centro de Excelencia” del Blackpool FC.

## Paseo de la Fama del Blackpool
Wright ingresó al Paseo de la Fama del Blackpool. En una votación organizada por la Asociación de Seguidores del Blackpool alrededor del mundo, se eligieron a los héroes de todos los tiempos del equipo. Fueron introducidos al Salón de la Fama 5 jugadores de cada década; estando Wright en la lista de la década de 1980.

## Clubes
| Club                         | País       | Año         |
| ---------------------------- | ---------- | ----------- |
| Blackpool FC                 | Inglaterra | 1989-1991   |
| Blackburn Rovers             | Inglaterra | 1991-1995   |
| Aston Villa                  | Inglaterra | 1995-2003   |
| Middlesbrough                | Inglaterra | 2003-2004   |
| Sheffield United (préstamo)  | Inglaterra | 2003-2004   |
| Sheffield United             | Inglaterra | 2004-2007   |
| Derby County (préstamo)      | Inglaterra | 2006        |
| Leeds United (préstamo)      | Inglaterra | 2006        |
| Cardiff City (préstamo)      | Inglaterra | 2006-2007   |
| Doncaster Rovers (préstamo)  | Inglaterra | 2007        |
| Nottingham Forest (préstamo) | Inglaterra | 2007        |
| Cheltenham Town              | Inglaterra | 2007 – 2009 |
| Fletwood Town                | Inglaterra | 2009 – 2011 |

## Palmarés
| Título                      | Club             | País       | Año  |
| --------------------------- | ---------------- | ---------- | ---- |
| Cuarta División – Play Offs | Blackpool FC     | Inglaterra | 1991 |
| Premier League              | Blackburn Rovers | Inglaterra | 1995 |
| FA Cup                      | Aston Villa      | Inglaterra | 1996 |